# 約翰·迪伊
約翰·迪伊（英語：John Dee，1527年7月13日—1608年12月或1609年3月）為英國著名數學家、天文學家、占星學家、地理學家、神秘學家及伊麗莎白一世顧問。他把自己一生大部分時間獻給煉金術、占卜、以諾魔法、及赫密斯哲學。

## 生平
他常常凝視著科學與神秘的世界，猶如兩者漸漸變得可以分辨的。他曾經以20餘歲的年紀在巴黎大學的大堂授課。他熱衷於推廣數學，更成為一個受人尊重的天文學家，在英國海外探索方面也是一名專家，為很多人員提供訓練。「大英帝國」一詞就是他創造的。